# Lista över nationalparker i Norge
Det här är en lista över nationalparker i Norge som omfattar Norges 47 nationalparker, varav 7 ligger på Svalbard. 

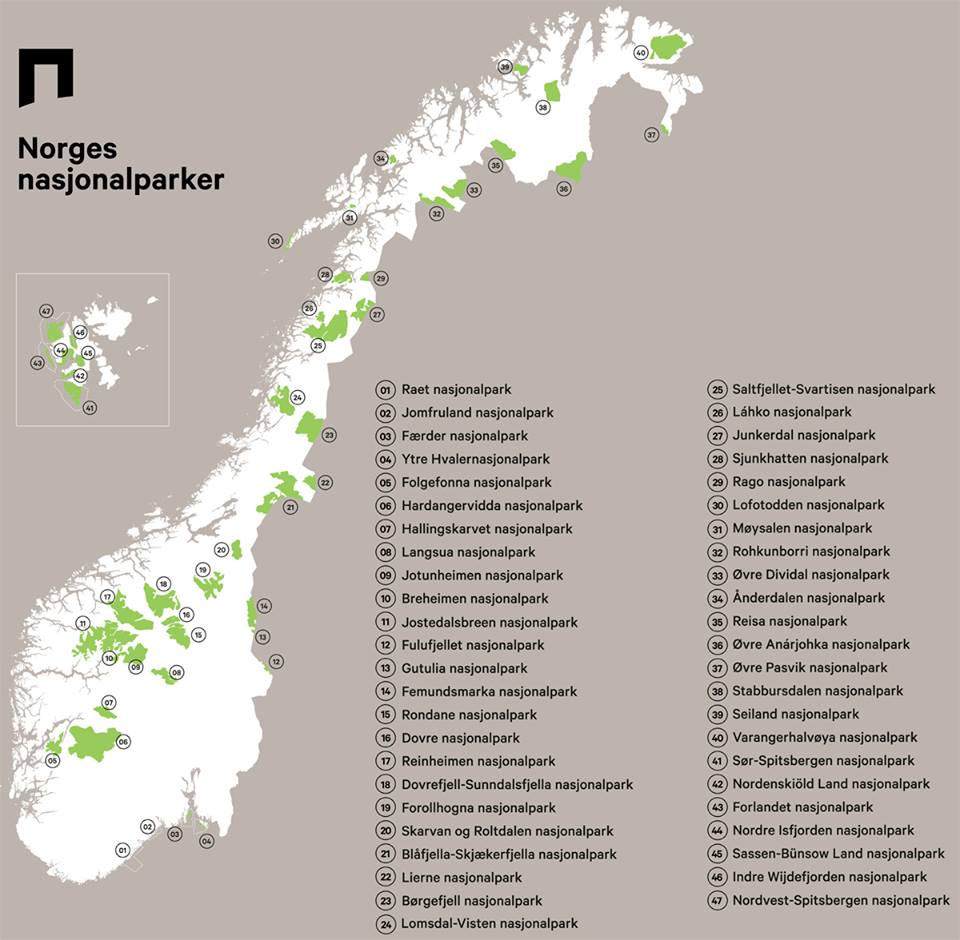
Kart ajour etter grundandet av Lofotodden nasjonalpark juni 2018.

## Nationalparker i Norge förutom på Svalbard
| Namn                                   | Inrättad | Areal (km²) |
| -------------------------------------- | -------- | ----------- |
| Hardangervidda nationalpark            | 1981     | 3422        |
| Saltfjellet-Svartisen nationalpark     | 1989     | 2102        |
| Reinheimen nationalpark                | 2006     | 1974        |
| Blåfjella-Skjækerfjella nationalpark   | 2004     | 1924        |
| Varangerhalvøya nationalpark           | 2006     | 1804        |
| Dovrefjell-Sunndalsfjella nationalpark | 2002     | 1693        |
| Breheimen nationalpark                 | 2009     | 1671        |
| Børgefjell nationalpark                | 1963     | 1447        |
| Anárjohka nationalpark                 | 1976     | 1409        |
| Jostedalsbreen nationalpark            | 1991     | 1310        |
| Jotunheimen nationalpark               | 1980     | 1155        |
| Lomsdal-Visten nationalpark            | 2009     | 1102        |
| Forollhogna nationalpark               | 2001     | 1062        |
| Rondane nationalpark                   | 1962     | 963         |
| Reisa nationalpark                     | 1986     | 803         |
| Øvre Dividal nationalpark              | 1970     | 770         |
| Stabbursdalen nationalpark             | 1970     | 747         |
| Junkerdal nationalpark                 | 2004     | 682         |
| Femundsmarka nationalpark              | 1971     | 573         |
| Rohkunborri nationalpark               | 2011     | 571         |
| Folgefonna nationalpark                | 2005     | 545         |
| Langsua nationalpark                   | 2011     | 537         |
| Hallingskarvet nationalpark            | 2006     | 450         |
| Skarvan og Roltdalen nationalpark      | 2004     | 441         |
| Sjunkhatten nationalpark               | 2010     | 418         |
| Ytre Hvaler nationalpark               | 2009     | 354         |
| Færder nationalpark                    | 2013     | 340         |
| Lierne nationalpark                    | 2004     | 333         |
| Seiland nationalpark                   | 2006     | 316         |
| Dovre nationalpark                     | 2003     | 289         |
| Láhko nationalpark                     | 2012     | 188         |
| Rago nationalpark                      | 1971     | 170         |
| Ånderdalen nationalpark                | 1970     | 125         |
| Øvre Pasvik nationalpark               | 1970     | 119         |
| Fulufjellet nationalpark               | 2012     | 82,5        |
| Møysalen nationalpark                  | 2003     | 51          |
| Gutulia nationalpark                   | 1968     | 23          |
| Jomfruland nationalpark                | 2016     | 116         |
| Raet nationalpark                      | 2016     | 608         |

## Nationalparker på Svalbard
| Namn                              | Inrättad  | Areal (km²) |
| --------------------------------- | --------- | ----------- |
| Sør-Spitsbergen nationalpark      | 1973      | 5029        |
| Nordvest-Spitsbergen nationalpark | 1973      | 3683        |
| Nordre Isfjorden nationalpark     | 2003      | 2047        |
| Van Mijenfjorden nationalpark     | 2003/2021 | 4251        |
| Sassen-Bünsow Land nationalpark   | 2003      | 1157        |
| Indre Wijdefjorden nationalpark   | 2003      | 745         |
| Forlandet nationalpark            | 1973      | 616         |